# 宿迁欢乐岛摩天轮
宿迁欢乐岛摩天轮，高度为122.5米，世界排名第四。设有48个座舱，每个座舱可乘坐六人。旋转一圈约20分钟。是长三角地区最高摩天轮。